# Fredonia, Arizona
Fredonia je gradić u američkoj saveznoj državi Arizona. Prema popisu stanovništva iz 2010. u njemu je živjelo 1,314 stanovnika.